# Larynxatresie
Larynxatresie (Kehlkopfatresie) bezeichnet einen totalen Verschluss (Atresie) des Kehlkopfes (Larynx), der unbehandelt in den meisten Fällen bereits in der Schwangerschaft tödlich endet. Dabei handelt es sich um die seltenste und schwerste Form einer Larynxfehlbildung.
Die Ursache liegt in einer ausbleibenden Rekanalisierung der laryngotrachealen Röhre, des 6. Kiemenbogens während des 3. Schwangerschaftsmonats.
Abzugrenzen ist die mit 1 zu 10.000 Geburten wesentlich häufigere, autosomal-dominant vererbbare partielle Larynxatresie.

## Einteilung
Folgende Einteilung wurde von I. I. Smith und A. D. Bain im Jahre 1965 vorgeschlagen:
- Typ 1, komplette Atresie mit Verschmelzung der Stellknorpel und deren Muskulatur
- Typ 2, Obstruktion unterhalb der Glottis durch einen das Lumen verschließenden kuppelförmigen Ringknorpel
- Typ 3, Verschluss des Schildknorpels mit Verschmelzung mit den Stellknorpeln in Höhe der Stimmlippen

## Vorkommen
Unter anderem ist eine Atresie des Larynx verantwortlich für das fetales CHAOS-Syndrom (Congenital High Airway Obstruction Syndrome), bei der drei Formen zu unterscheiden sind:
- komplette Larynxatresie ohne Tracheo-ösophageale Fistel
- komplette Larynxatresie mit tracheo-ösophagealer Fistel
- nahezu vollständige obere Luftwegsobstruktion

Es besteht eine Assoziation mit:
- Deletion Chromosom 5p[7]
- Nierenagenesie
- Ösophagusatresie
- Persistierende linke obere Hohlvene
- Singuläre Umbilikalarterie
- Tracheo-ösophageale Fistel
- partieller Trisomie 9
- Trisomie 16

## Im Rahmen von Syndromen
Bei einigen Syndromen ist eine Larynxatresie eines der Hauptmerkmale:
- Agnathie-Otozephalie-Komplex[8]
- Braddock-Syndrom[9]
- CODAS-Syndrom[10]
- Fraser-Syndrom
- Goltz-Gorlin-Syndrom
- Hypertelorismus-Hypospadie-Syndrom
- Katzenschrei-Syndrom
- Larynxatresie-Enzephalozele-Gliedmassenfehlbildungen[11]
- Oro-fazio-digitales Syndrom Typ 4
- Pallister-Hall-Syndrom
- Shprintzen-Goldberg-Syndrom
- Syndromale Mikrophthalmie Typ 3
- Ulna-Mamma-Syndrom[12]
- VACTERL-Assoziation
- X-chromosomal-rezessive VACTERL-Assoziation

## Klinische Erscheinungen
Beim Ungeborenen wird eine ausgeprägte Ergussbildung in den Lungen sowie Aszites beobachtet. Der Verschluss verhindert den Rückfluss der sich anstauenden Flüssigkeit und führt dazu, dass die Lungen sich unnatürlich vergrößern und das Herz am weiteren Wachstum hindern und verdrängen.

## Diagnostik
Eine Erfassung ist mittels Ultraschall pränatal möglich.

## Behandlung
Bei einer Larynxatresie ist eine Tracheotomie unumgänglich. Teilweise wird eine fetalchirurgische Behandlung durchgeführt.